# Louis-Lézin de Milly
Louis-Lézin de Milly est né à Saint-Pierre de la Martinique et est mort à Paris le 23 août 1804. Il est un fonctionnaire, avocat, homme de loi et franc-maçon, dit américain de par sa naissance aux Antilles. À Paris durant la Révolution, il fit partie de différentes sociétés populaires et clubs. Il était rallié aux idées nouvelles d'une monarchie constitutionnelle, mais restait d'opinion modérée. Il prit parti également contre l'abolition de l'esclavage. Il s'éloigna progressivement de la vie politique, se consacrant ensuite à une activité administrative.

## Biographie
Louis-Lézin de Milly est né le 13 février 1752 à Saint-Pierre de la Martinique. De son vrai nom Louis-Lézin Milly de la Croix, sa famille paternelle comptait parmi les notables de la colonie de Louisbourg avant sa prise par les Anglais en 1758. Son père, Thomas Milly, était capitaine de navire . Du côté de sa mère, il est lié au milieu des petits propriétaires de la Trinité (Martinique) et du quartier Dennery de l'Île de Ste-Lucie.

### Jeunesse
De sa jeunesse, on ne connait qu'un premier passage en France de 1775 à 1779, où l'on trouve trace de lui au sein de la loge maçonnique "la Noble et Parfaite Unité", tenue par le Docteur Humbert Gerbier , ainsi qu'au sein de l'archiconfrérie du Saint Sépulcre de Jérusalem .

### Secrétaire du Parquet de Paris lors de la Prise de la Bastille
Présent à Paris après 1784, il devient secrétaire et homme de confiance de Louis Dominique Ethis de Corny, procureur de l’Hôtel de Ville de Paris, de 1785 à 1789, ami des américains et de Jefferson notamment. 
Il participa avec lui à la dernière délégation parlementaire lors de la prise de la Bastille le 14 juillet 1789 avec notamment Boucheron, Poupart de Beaubourg et Piquot de Sainte-Honorine. À la fin de 1789, la nouvelle administration municipale provisoire le priva de ses fonctions à l’Hôtel de Ville, déconvenue qui lui permit vraisemblablement de s'investir dans la vie politique de la section de la Bibliothèque .

### La vie politique de la section de la Bibliothèque (1790-1792)
Un temps sans emploi, en 1790-1791, il s'investit en politique. 
Citoyen de la conservatrice et policée section de la Bibliothèque (voir l'article sur le bataillon des Filles-Saint-Thomas) de 1790 à 1792, il en présida l'assemblée pendant 6 mois en 1790. Il prit part aux travaux de la "société patriotique de la section de la Bibliothèque", qui fut un des premiers modèles des sociétés patriotiques, rassemblant des citoyens voulant préparer les débats de l'assemblée sectionnaire, et qui siégeait alors à une adresse voisine de la sienne, rue de la Michodière (d'où son nom usuel de "Club de la Michodière") .
Louis-Lézin Milly fit partie des électeurs (représentants) de sa section à l'assemblée électorale de Paris en 1790 et 1791. Il y côtoya de nombreux notables comme Armand de Kersaint, officier de la marine rallié aux idées nouvelles, et il s'opposa vivement à Brissot. Sa position oscilla entre différents courants.
Si on le retrouve ponctuellement parmi les électeurs conservateurs club de la Sainte Chapelle,  il fut aussi membre en 1790 du club des Jacobins comme tous les autres électeurs de sa section. Plus étonnant fut son bref passage à la présidence du club des ennemis du Despotisme qui regroupait les vainqueurs de la Bastille au début de l'année 1791, mais dont l'animateur était en réalité le très révolutionnaire brasseur Santerre  , mais il s'en éloigna brusquement après l'affaire de Vincennes le 28 février 1791.

### Discours de février 1790 sur la traite négrière
Proche du milieu négociant bordelais et rochellais, il est l'auteur devant section de la Bibliothèque d'un discours relatif à la traite négrière en février 1790: Discours prononcé le 20 février 1790, par M. de Milly, américain, citoyen de Paris, avocat en Parlement, l'un des commissaires nommés par le district des Filles-Saint-Thomas; pour l'examen de la question relative à la liberté et à l'abolition de la traite des nègres. Ce discours met en garde contre une désorganisation des colonies que produirait selon son auteur l'abolition de l'esclavage. Il avait pour but de répondre aux pressions que les Amis des Noirs de Brissot de Warville exerçaient sur l'assemblée. Apparemment entendu, il fut officiellement remercié par le club de Massiac, regroupant les colons et dirigé par Moreau de Saint-Méry.
Cette prise de position illustre les divisions sur ce thème au sein des sociétés et comités révolutionnaires. Le club de Massiac est alors l'un des principaux lobbys colonialistes, défendant les intérêts des planteurs et de la bourgeoisie de commerce des ports.
L'abolition de l'esclavage en France ne sera proclamée que le 4 février 1794, à l'initiative de l'abbé Henri Grégoire, s'appuyant sur le principe révolutionnaire selon lequel « les hommes naissent et demeurent libres et égaux en droits ». Le Premier Consul Napoléon Bonaparte annulera ces dispositions contre l'esclavage quelques années plus tard.

### Fonctionnaire du Ministère de la Justice (1793-1794)
Son ancienne participation au Club de la Sainte Chapelle l'obligea en 1792 à s'écarter de l'activité politique. Il sera d'ailleurs définitivement exclu de la société patriotique de sa section (rebaptisée section Lepelletier) en décembre 1793, pour ce motif et pour avoir participé à la rédaction d'une motion prenant parti contre la déchéance du roi dans les premiers jours d'août 1792, s'opposant de fait à celle présentée à l'Assemblée par Collot d'Herbois.
S'éloignant alors de la vie politique, il obtient par l'entremise de son ancien collègue à l'hôtel de Ville Duport-Dutertre un poste de chef de correspondance au Ministère de la Justice en mars 1792. Il y sera conservé à l'arrivée de Danton le 10 août et y restera pendant toute la période de la terreur, dont il connaîtra donc l'administration, en 1793 et 1794.
Malgré ses fonctions, ses anciens engagements le feront suspecter; il fut arrêté et mis sous surveillance en vertu du décret du 19 ventôse an II (9 mars 1794) par le comité révolutionnaire de sa section, à l'encontre des colons résidents en France. Il fut libéré le 27 mars, après de notables interventions comme celle de son supérieur Louis Gohier, Ministre de la Justice, et celle de Janvier Littée, député de la Martinique et première personne de couleur à la convention, cependant conservateur quant à l'esclavage.

### Fonctions « policières» (1795-1799)
Par la suite, sa carrière s’orienta vers des missions de police et de surveillance à Paris ; on le retrouve commissaire du Directoire Exécutif auprès de (l’ancien) 7e arrondissement de Paris à la création de cette fonction en l’an III (1796) . Il fut apprécié dans cette fonction, et obtint même un logement dans l’hôtel de Saint-Aignan, alors bien national, siège de l’administration municipale, rue Sainte-Avoye. 
Zélé, son action lors des élections de l'an VI fut remarquée par ses supérieurs. C’est ainsi qu’il fut nommé en avril 1798 parmi les trois administrateurs du Bureau Central du Canton de Paris (administration qui devint par la suite la Préfecture de Police). C’était un poste politiquement sensible. C’est ainsi qu’un différend avec le commissaire du département Picquenard fut à l’origine de sa destitution le 9 novembre 1798. Milly fut alors incarcéré quelques jours au donjon de Vincennes. Les mois qui suivirent furent pour lui l’occasion d’essayer de laver son honneur et de rechercher des appuis. 
Ceci porta ses fruits à l'occasion du coup d’état du 30 prairial, puisque, sans doute grâce à son ancien supérieur Gohier, désormais directeur, il fut à nouveau nommé au Bureau Central. D’abord proche de ce dernier, il suivi le mouvement qui allait voir le Directoire se faire dépasser par les hommes qui allaient faire le 18 brumaire. Mais après avoir brièvement collaboré avec Fouché et Réal à l'été et l'automne 1799, il fut destitué dès le lendemain coup d'État du 18 Brumaire. Les fonctions qu'il exerça par la suite restant inconnues, mais il resta à Paris avec suffisamment d'aisance pour subvenir aux besoins de sa famille.

### Part dans la réorganisation du Grand Orient
Son autre vie fut la franc-maçonnerie. Initié dans les années 1770, son maître et mentor fut le célèbre docteur Humbert Gerbier. De simple frère dans la loge puis le chapitre de la « Noble et Parfaite Unité », Gerbier fit de lui un membre honoraire du Souverain Chapitre Métropolitain en 1785, après avoir présenté des patentes falsifiées au Grand-Orient, qui, déjà animé par Roëttiers de Montaleau, les accepta pour pouvoir asseoir son autorité sur les chapitres concurrents. Ce n’est qu’en février 1791 que, désœuvré, il accepta d’aider son maître en devenant officier du Grand-Orient, alors en pleine déliquescence du fait de la Révolution. Dès lors officier de la Chambre des Grades, il participa à presque toutes les assemblées du Grand-Orient, de la Grande Loge de Conseil et de la Chambre d’Administration, jusqu’à l’arrêt des activités en 1794, faisant partie de la petite quinzaine de frères fidèles à l’institution.
De ce fait, il fut un des fondateurs du "Centre des Amis" »en 1793, une des seules loges à avoir poursuivi ses travaux. 
Lors de la reprise des travaux du Grand-Orient en 1796, héritier de Gerbier décédé fin 1794, il prend une part active, comme second surveillant et membre du Souverain Chapitre, et à partir de 1799, comme président de la Chambre des Grades. Sa loge d’origine disparue avec Gerbier, on le retrouve au sein des loges « Saint Louis de la Martinique » (1796), « le Point Parfait » (1797) et enfin « la Colombe » (1804), dont il sera élu vénérable.
Pendant la période 1799-1804, il est le troisième personnage du Grand-Orient après Roëttiers, Grand Vénérable, et Angebault, Président de la Chambre Symbolique. Il fut appelé à argumenter en juin 1803 par un discours l’exclusion de la Loge de la « Réunion des Étrangers » qui prônait la pratique du rite écossais, alors que le Grand-Orient voyait en son rite, dit français, l’expression de sa souveraineté. Sa mort survint, en août 1804, au moment d’une crise politique majeure du Grand-Orient, qui fut obligé sur pression de l’empereur de s’accorder avec les dissidents écossistes. 
Ceci explique peut-être que le Grand-Orient ne sut lui rendre un hommage officiel, ses amis lui organisant une loge de deuil informelle le 20 octobre 1804 sous la direction du docteur Michel Mercadier. Fait plus surprenant, la loge de Melun « les Citoyens Réunis », dirigée par l’ami de Fouché, Maurice André Gaillard, tint pour Milly, son député, une cérémonie en grande pompe le 25 novembre 1804, alors que la France ne parlait plus que du sacre impérial en préparation.

### Postérité
Louis-Lézin Milly épousa en août 1794 Adrienne Douillon, dont il eut au moins deux fils : Adrien-Gustave (1795-1879) et Louis-Adolphe de Milly (1799-1876). Ce dernier fit fortune après 1830, en mettant au point une application industrielle (issue des découvertes de Michel-Eugène Chevreul) permettant la production de bougies en stéarine (fabrique des "Bougies de l'étoile") . 

## Œuvres
- Discours prononcé le 20 février 1790, par M. de Milly, américain, citoyen de Paris, avocat en Parlement, l'un des commissaires nommés par le district des Filles-Saint-Thomas; pour l'examen de la question relative à la liberté et à l'abolition de la traite des nègres archive.org.
- Discours et réquisitoire du citoyen Milly, commissaire du pouvoir exécutif, près l'administration municipale du VIIe arrondissement de Paris, prononcés à la fête des époux, le 10 floréal, an V [de l'Impr. Bibliographique], Paris, 1797, En ligne

### Sources
- Sigismond Lacroix, Actes de la commune de Paris (BNF) Gallica.
- Boucheron, Récit de ce qui s'est passé sous mes yeux le mardi 14 juillet 1789 à onze heures du matin (BNF)
- Notice d'A. Douarche dans Les tribunaux civils de Paris durant la Révolution.
- Adresse et Réclamation de la Section de la Bibliothèque en faveur de M.L.Milly…, BNF, 1790,.
- André Detape, Biographie de Louis-Lezin de Milly et Recherches sur la famille de Louis Adolphe de Milly, Généalogie et Histoire de la Caraïbe, 1992. 38 et 34.
- Ge Kloss, Geschichte der Freimauerei in Frankreich aus ächten Urkunden dargestellt… .
- Isabelle Bourdin, Les sociétés populaires à Paris pendant la révolution, Librairie du Recueil Sirey, 1937, 454 pages.
- Isabelle Bourdin, La Société de la section de la Bibliothèque, 26 août 1790-25 floréal an II, Librairie du Recueil Sirey, 1937, 106 pages.
- Alphonse Aulard, Paris pendant la réaction thermidorienne et sous le Directoire : recueil de documents pour l'histoire de l'esprit public à Paris. T. 5, Paris, 1900 Archive.org
- Alexandre Blondet, Petites et Grandes Révolutions de la Famille de Milly: Recherches sur et autour de Louis-Lézin de Milly de la Croix (1752-1804), Homme de Loi et Franc-Maçon,  (ISBN 978-2-9563281-0-0), Google books